# کپسهاوزن
کپسهاوزن (به آلمانی: Keppeshausen) یک شهر در آلمان است که در بیتبورگ-پروم واقع شده‌است.